# Egvad (Ringkøbing-Skjern)
 Egvad  is een voormalige gemeente in Denemarken. De oppervlakte bedroeg 376,67 km². De gemeente telde 9396 inwoners waarvan 4811 mannen en 4585 vrouwen (cijfers 2005). Egvad telde in juni 2005 211 werklozen. Er waren 3603 auto's geregistreerd in 2004.
Na de herindeling van 2007 zijn Egvad, Holmsland, Ringkøbing, Skjern en Videbæk samengevoegd tot de nieuwe gemeente Ringkøbing-Skjern.